# Calobata rufithorax
Calobata rufithorax är en tvåvingeart som först beskrevs av Meijere 1924.  Calobata rufithorax ingår i släktet Calobata och familjen skridflugor. Inga underarter finns listade i Catalogue of Life.